# Claus Lessmann

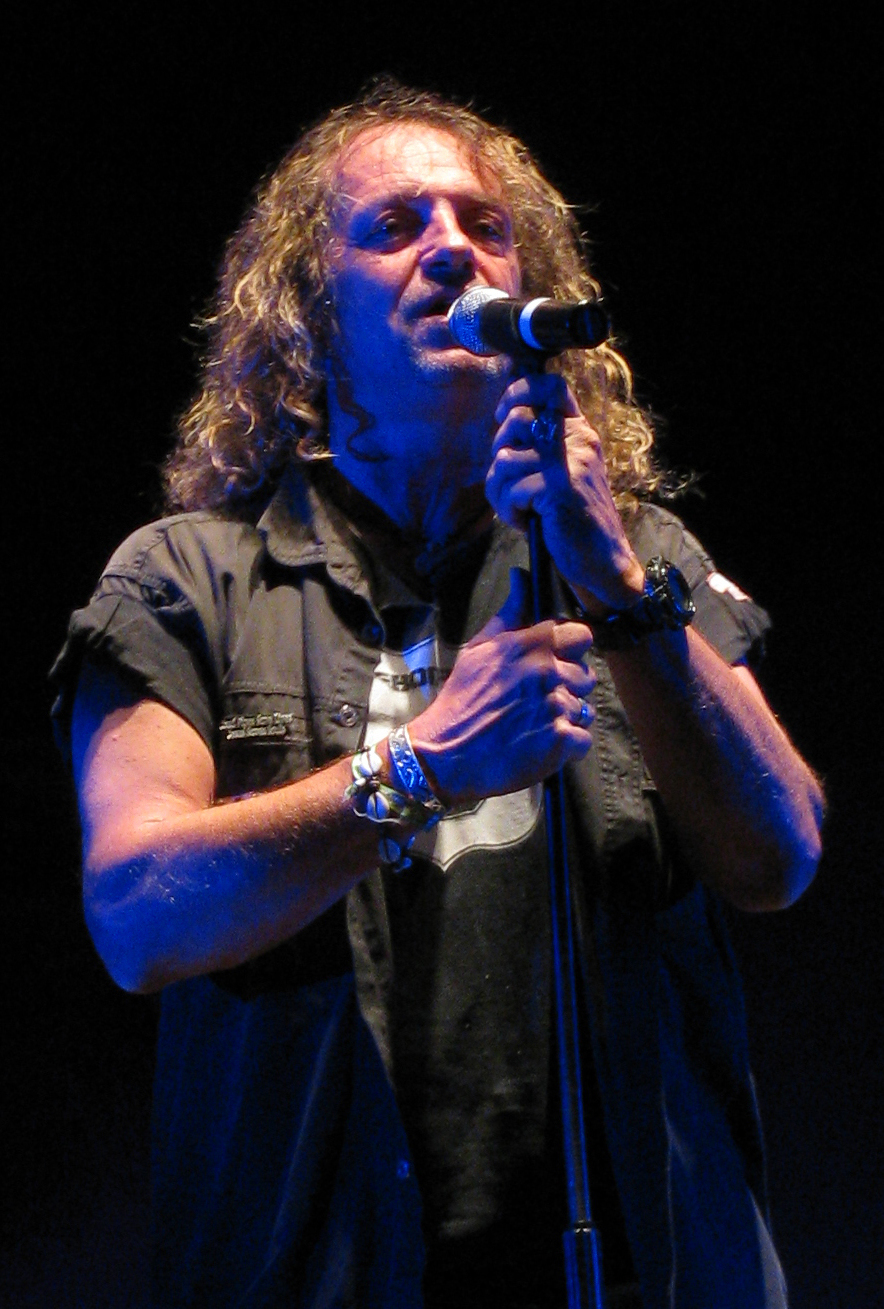
Claus Lessmann 2010

Claus Lessmann (* 11. September 1960 in Ingolstadt; eigentlich Claus Leßmann) ist ein deutscher Sänger und Gitarrist, der vor allem als ehemaliger Frontmann der Hardrock-Band Bonfire bekannt ist.

## Leben
Claus Lessmann spielte zunächst in einigen Schülerbands, bevor er 1978 zur 1972 von Hans Ziller gegründeten Band Cacumen stieß. Nach drei Alben unter dem lateinischen Namen wechselte man 1985 zum leichter aussprechbaren Namen Bonfire. 1989 kam es zunächst zum Bruch mit Hans Ziller, 1992 stieg dann auch Lessmann aus. Die beiden begannen ab 1992 wieder gemeinsam zu musizieren, zunächst als Lessmann/Ziller und veröffentlichten 1993 die Extended Play Glaub dran. Es folgten zwei Singleveröffentlichungen. Während sie sich den Namen Bonfire von ihren ehemaligen Bandkollegen zurückkauften, schrieben die beiden das Titellied zu Charlie & Louise – Das doppelte Lottchen. Seit 1995 firmiert die Band um Lessmann und Ziller wieder unter Bonfire.
Lessmann sang außerdem 1998 die Bayern-München-Hymne Stern des Südens, die von Willy Astor komponiert wurde, und ist auf dem Album Heimspiel von Bayern-Fans United vertreten. Daneben ist er mit Bonfire auch Sänger von Schanzer Herz, des Vereinslieds vom FC Ingolstadt.
In einer Ansage zu Proud of My Country warf Lessmann „den Juden“ vor, sie würden bis heute „immer noch“ am Holocaust verdienen, und forderte: „Damit muss Schluss sein! Wir wollen endlich wieder stolz auf unser Land sein!“. Die Ansage wurde während des Konzertes mitgeschnitten und auf YouTube gestellt. Im Blog Störungsmelder von Die Zeit schrieb Jan Jetter, dass Lessmann damit „offenbar an vielen Punkten einen neurechten Nerv“ getroffen habe.
Im Oktober 2014 trennte sich Bonfire von Lessmann. Danach veröffentlichte er mit seiner neuen Band Phantom V zwei Alben.
2022 erschien mit dem Album Rock Is Our Religion eine Kollaboration mit Michael Voss, die Platz 72 der deutschen Charts erreichte.

## Diskografie

### Cacumen und Bonfire
- siehe Bonfire#Diskografie

### Mit Lessmann & Ziller
- 1993: Glaub dran (EP, WEA Records)
- 1993: Wach auf (Single)
- 1994: Charlie & Louise (Single)
- 1994: Für dich (Single)

### Mit Lessmann & Voss
- 2022: Rock Is Our Religion

### Weitere Veröffentlichungen
- 1995: Ex: Die Antwort weiß der Wind (Single)
- 1998: Bayern-Fans United: Stern des Südens (Single, Ariola)
- 1999: Bayern-Fans United: Heimspiel (Ariola)

### Als Gastmusiker
- 1991: Casanova: Same (1991, WEA Records) (Hintergrundgesang)
- 1995: Hotwire: Same (Produktion zusammen mit Ziller)
- 2006: Doro: 20 Years a Warrior Soul (Gastsänger bei Born to Be Wild)
- 2009: Axxis: Utopia (Teilnahme am 20 Years Anniversary Song)